# 勝井寅吉
勝井寅吉（かつい とらきち、1879年‐没年不詳）は、日本の実業家・大工職人。新潟県出身。旧姓は荒巻虎吉。
幼少から大工修行に励み、出稼ぎのため北海道と新潟を往復する。1897年に岩見沢で勝井森太郎の専属大工となる。勝井に腕を見込まれ、娘婿となり勝井姓を名乗った。1920年に「のれん分け」により井桁勝井組（カツイ）を設立。
本家・勝井組（勝井建設工業）との競合を避け、岩見沢町役場下請けと民間工事を専門とした。岩見沢町立女子職業学校、旧岩見沢市役所、北海道岩見沢市立岩見沢小学校、岩見沢市立病院、福祉会館、岩見沢ホテルなどを手掛けた。1935年空知土木建築請負業組合の組合員になる。1938年に子息の勝井清一郎に家督を譲った。その後、岩見沢土木建設業組合評議員、北海道土木建設工業組合岩見沢支部員など歴任。終戦後、間もなく没したという。
越後大工らしく、「誠実」「信用」「勤勉」を信条に掲げ、郷里の先輩で伊藤組の創業者、伊藤亀太郎を尊敬、模範とする。